# لاري جورجي
اللاري (بالجورجية: ლარი) اختصاراً ل (GEL) (Georgian Lari) هي عملة جمهورية جورجيا. وتنقسم إلى 100 وِحدة فرعية تسمى التتري.
استخدمت العملة لأول مرة في عام 1995 أثناء حكم الرئيس إدوارد شيفرنادزه كجزء من البرنامج الإصلاحي الطموح والذي تضمن أيضاً خصخصة وتقديم عملة جديدة لاستبدال الروبل السوفياتي.
يتواجد اللاري والتتري بعدة أشكال:
- العملات المعدنية: تتري واحد، تتريان، 5 تتريات، 10 تتريات، 20 تترياً، 50 تترياً، لاري واحد، لاريان.
- الأوراق النقدية: 5 لاري، 10 لاري، 20 لاري، 50 لاري، 100 لاري، 200 لاري

## نبذة عن تاريخ العملة الجورجية[5]

### العملات المعدنية القديمة[6]

#### (Kopek)(კოპეკი)[6]
أصدرت هذه العملة في أوائل القرن الثامن عشر، في عام 1804 وكانت تأخذ شكل دائري غير منتظم، وبعدة أوزان وعدة أحجام،  وبقي التداول بها لأكثر من مئة عام حتى انضمام  جورجيا إلى مجموعة دول الاتحاد السوفييتي، وكانت مصنوعة من النحاس (انظر الجدول)

#### (Abazi) (იბაზი)[6]
أصدرت هذه العملة بالتزامن مع إصدار عملة ال (Kopek) في عام 1804، وكانت تأخذ شكل دائري غير منتظم،  وبعدة أوزان وعدة أحجام،  كما أيضا بقي التعامل بها حتى انضمام جورجيا إلى مجموعة دول الاتحاد السوفييتي وكانت مصنوعة من الفضة (أنظر الجدول)
| المصدر         | ½(Kopek)(კოპეკი) | 1(Kopek)(კოპეკი) | 2(Kopek)(კოპეკი) | ½(Abazi)(იბაზი) | 1(Abazi)(იბაზი) | 2Abazi)იბაზი) |
| الاسم المتداول | بولي الجورجي     | بولي الجورجي     | بولي الجورجي     | أبازي جورجي     | أبازي جورجي     | أبازي جورجي   |
| بداية الإصدار  | 1804 - 1806      | 1804 - 1806      | 1804 - 1810      | 1804 - 1833     | 1804 - 1831     | 1804 - 1833   |
| الخامة         | نحاس             | نحاس             | نحاس             | فضة             | فضة             | فضة           |
| الوزن          | 3,89 غرام        | 3,89 غرام        | 7,77 غرام        | غرام            | غرام            | غرام          |
| القُطُر          | 20 ملم           | 20 ملم           | 24 ملم           | 16 ملم          | 19 ملم          | 23 ملم        |
| -------------- | ---------------- | ---------------- | ---------------- | --------------- | --------------- | ------------- |

### العملات الورقيةالقديمة[8]
على غرار العملات المعدنية القديمة، في عام 1804 كانت من نفس مُسميات العملة المعدنية فكانت عملة (Kopek, Abazi ,Manti ) (المانيتي والأبازي والكوبك) والتي كانت تتألف من فئات عالية تبدأ من 10 و20 - 50 - 100- 200 - 500 - 1000 - 5000 - Kopek ، و 1 - 3 - 5 - 10 - 25 - 50 - 100 - 500 - 1000 - 5000 مانيتي (بداية الإصدار 1919) والتي كانت مرتبطة مع عملة الروبل الروسي. وكانت تأخذ شكل مستطيل وبعدة أحجام مع ألوان مختلفة لكل فئة، وبقي التعامل بها أيضا حتى إنضمام جورجيا إلى الاتحاد السوفييتي.كما كانت جورجيا أيضا تستعمل في تلك الفترة عملة الروبل الروسية إضافة إلى عملتها المحلية.

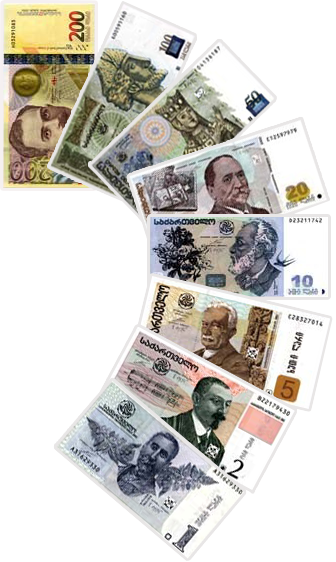
لاري

## البداية الجديدة للعملة الجورجية

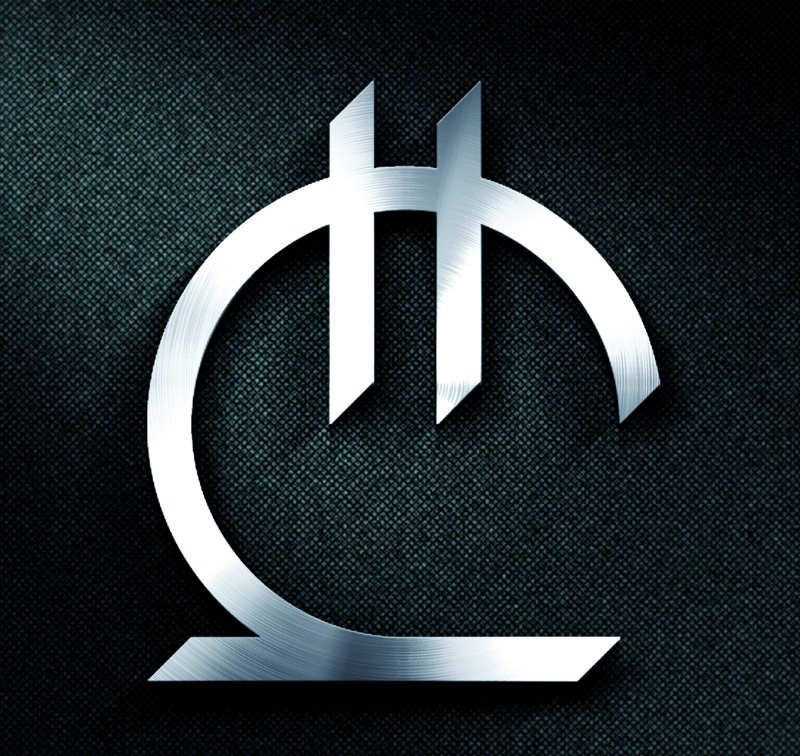
The Georgian Lari currency sign, introduced on 8 July 2014.

## البداية الجديدة للعملة الجورجية[9]

### الكوبوني[10]
مع بداية دخول جورجيا إلى الاتحاد السوفيتي، أصبح التعامل بال روبل الروسي بشكل أساسي وذلك اعتمادا عل أنه عملة الاتحاد الموحدة، في عام 1993 وبعد تفكك الاتحاد السوفييتي استخدمت الحكومة الجورجية عملة نقدية كان يطلق عليها اسم (كوبوني-العربية)(-კარტუული بالجورجية)(Kuponi-English) كعملة بديلة عن الروبل الروسي، وكانت العملة مكونة من أوراق نقدية بدون تقسيمات فرعية، هذه الفئات كانت تبدأ من 1 kuponi  و 2 و 5 و 10 و 20 و 50 و 100 و1000 kuponi وكانت فئاتها العليا تبلغ 10,000و 100.000 kuponi، استمر العمل بها مدة سنتين فقط،  أدى هذا التضخم في العملة إلى إلغائها ليحُل محلها في عام 1995 الاري الجورجي.

### الاري الجورجي الجديد[12]

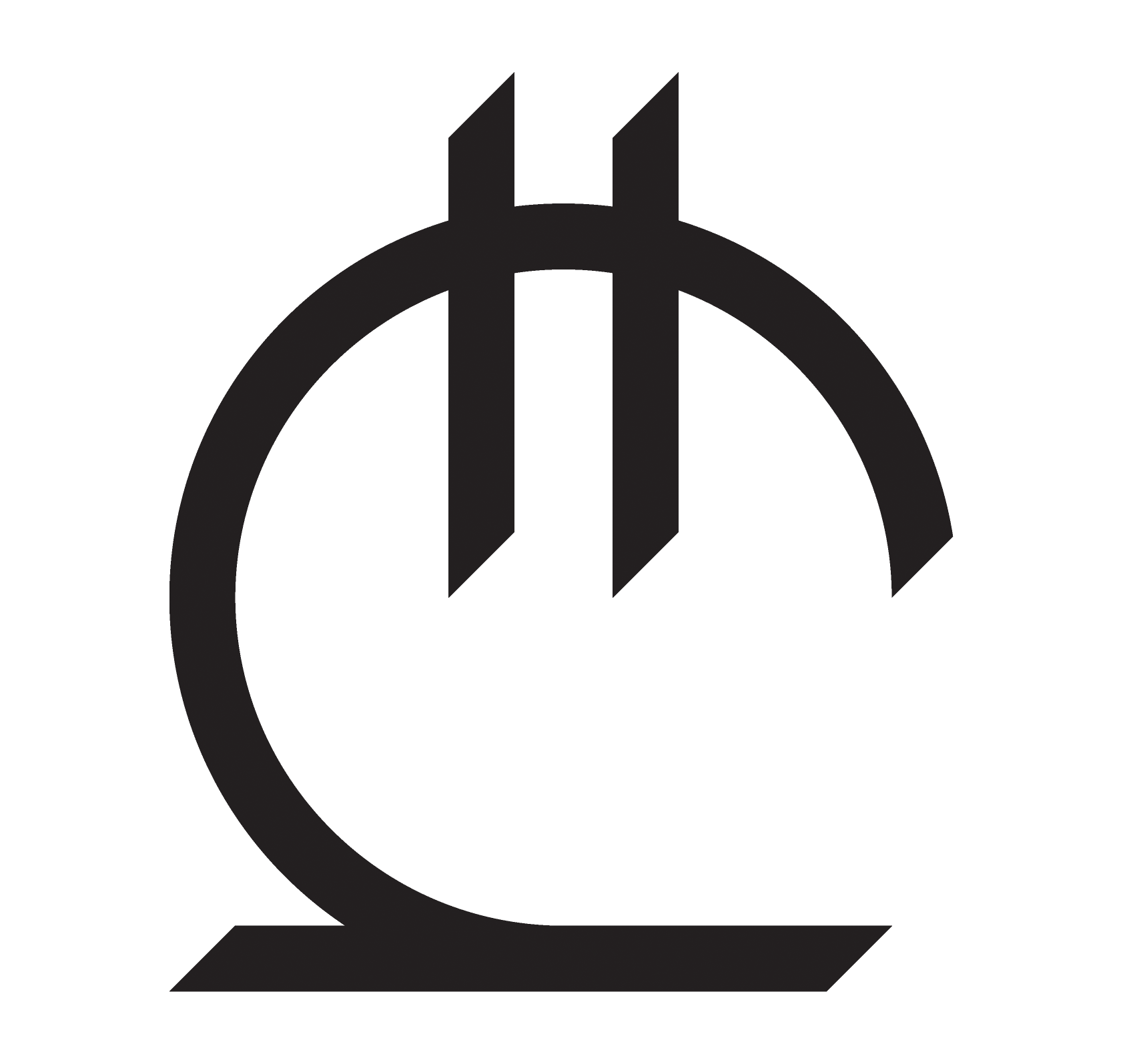

الاري الجورجي (ლერი): كلمة جورجية قديمة معناها الكنز والممتلكات، صيغ اسم (اللاري ) في عام 1991 من قبَل الأكاديمي "[اسيل شانتلادزي" بناءاً على مشروع لمجلس الوزراء لتسمية العملة الجورجية الجديدة. حيث تم إعتماد الاسم وبُدأ طباعته في بداية عام 1995 وتم بداية التداول في 2 أكتوبر من نفس العام كعملة رسمية للبلاد أثناء حكم الرئيس إدوارد شفاردنادزي Eduard Shevardnadze , في عام 1999 تم تعديل جميع الأوراق النقدية المطبوعة من عام 1995، وفي عام 2002 تم تعديل الفئات (1-2-5-10-20 لاري) فقط المطبوعة من عام 1999 وفي عام 2004 تم تعديل فئات (50-100لاري) المطبوعة من عام 1999، في ديسمبر من عام 2013 أعلن البنك المركزي الجورجي مسابقة لإنشاء الرمز (GEL) وفاز بالمسابقة الذي أنشاء هذا الرمز الرسام مالخاز شفيليدزه،  وفي يوليو من عام 2014 أرسل مدير البنك الوطني الجورجي "جيورجي ميغرلشفيلي" طلباً إلى اتحاد  Unicode Consortium لتسجيل رمز (GEL) في مجموعة UnicodeStandard حيث أصبح رمز اللاري (GEL)- والاري الجورجي يرمز له بالعلامة الإلكترونية (₾ - العلامة الإلكترونية الجورجية لاري)

#### الفئات المعدنية[15]

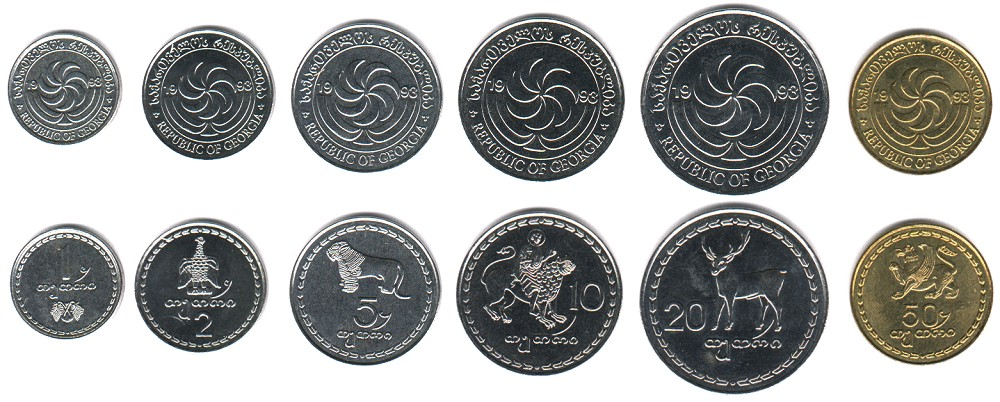
Tetri _ თეთრი

التتري وهو واحد من مئة فئة مقسمة من اللاري، وهو مُقسم إلى إلى 6 أقسام وهي 1 تتري 2 تتري 5 تتري 10 تتري 20 تتري 50 تتري ونهايتاً إلى لاري واحد.
الفئة الجديدة من قطع التتري صدرت من عام 1999 و 2006 (والتي هي قيد الاستخدام حاليا) يتم صك عملة التتري المعدنية الجورجية من الفولاذ المُقاوم للصدأ،  فئة ال50 تتري مصنوعة من النحاس والنيكل،  تُصور القطاع النقدية (التتري) من الأمام رقم أو فئة العملة ومن الخلف تجتمع ال6 فئات من التتري على صورة الشمس وتاريخ الصنع، مكتوب عليها باللغتين الإنجليزية والجورجية Republic of Georgia
| Tetri 2 الاسم المتداول: تتري جورجي بداية الإصدار :1993 الخامة: فولاذ مقاوم للصدأ الشكل: دائري الوزن: 1.85غرام القُطر : 17.4 ملم السماكة: 1.25 التركيب: Iron 17.5-19 Chromium 0,50% , Silicium 0,14% , Magnesium 1,15% , Carbon 24% الوصف: الوجه 2 (stylized eagles) الخلف Republic of Georgia تاريخ الإصدار 1993 | Tetri 1 الاسم المتداول: تتري جورجي بداية الإصدار :1993 الخامة: فولاذ مقاوم للصدأ الشكل: دائري الوزن: 1.35غرام القُطر : 14.9ملم السماكة: 1.25 التركيب: Iron 11-19% Chromium 1.15% , Silicium 0,50% , Magnesium 0,14% , Carbon 0,30% Sulf 17% الوصف: الوجه 1 Tetri (فاكهة العنب) الخلف Republic of Georgia تاريخ الإصدار 1993 | Tetri 5 الاسم المتداول: تتري جورجي بداية الإصدار :1993 الخامة: فولاذ مقاوم للصدأ الشكل: دائري الوزن: 2,45غرام القُطر : 20 ملم السماكة: 1.32 التركيب: Iron 18-25% , Chromium 8-20% Calcium 0,14 Nickel 1-2% Magnesium 1,15% Carbon 14% الوصف: الوجه 5 Tetri (stylized lion) الخلف Republic of Georgia تاريخ الإصدار 1993 | Tetri 10 الاسم المتداول: تتري جورجي بداية الإصدار :1993 الخامة: فولاذ مقاوم للصدأ الشكل: دائري الوزن: 2,95غرام القُطر : 22 ملم السماكة: 1.27 التركيب: Iron 18-25% , Chromium 8-20% Calcium 0,14 Nickel 1-2% Magnesium 1,15% Carbon 12% الوصف: الوجه 10 Tetri (Saint mamas on lion) الخلف Republic of Georgia تاريخ الإصدار 1993 | Tetri 20 الاسم المتداول: تتري جورجي بداية الإصدار :1993 الخامة: فولاذ مقاوم للصدأ الشكل: دائري الوزن: 5 غرام القُطر : 25 ملم السماكة: 1.62 التركيب: Iron 18-25% , Chromium 8-20% Calcium 0,14 Nickel 1-2% Magnesium 1,15% Carbon 12% الوصف: الوجه 20 Tetri (Deer) الخلف Republic of Georgia تاريخ الإصدار 1993 | Tetri 50 الاسم المتداول: تتري جورجي بداية الإصدار :1993 الخامة: النحاس الشكل: دائري الوزن: 2,45غرام القُطر : 19 ملم السماكة: 1.4 التركيب: Copper 30-40% Zinc 60-70% الوصف: الوجه Tetri 50 (stylized Griffin) الخلف Republic of Georgia تاريخ الإصدار 1993 | Tetri 50 الاسم المتداول: تتري جورجي بداية الإصدار :2006 الخامة: النحاس والنيكل الشكل: دائري الوزن: 6,52غرام القُطر : 23,97 ملم السماكة: 1,85 التركيب: Copper 25% Zinc 75% الوصف: الوجه Tetri 50 (Flying horse with royal crown) الخلف Republic of Georgia تاريخ الإصدار 2006 |

لاري: ينقسم الاري إلى 100 وِحدة فرعية من التتري، يتفرع منه (كعملة معدنية) فقط فئتين قيد الاستخدام حاليا وهي 1 لاري و 2 لاري (كفئة معدنية) وتم إصدار خاص لفئة 3 لاري مصنوعة من الفضة 100% في عام 2006، وتم التوقف بالتعامل فيها فيما بعد (واقتصر الاستخدام على فئتين آل 1 و 2 لاري)

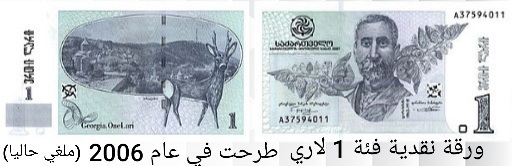

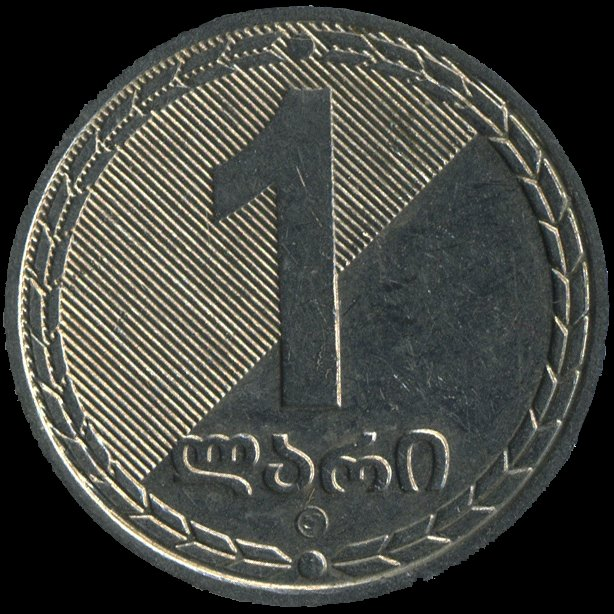
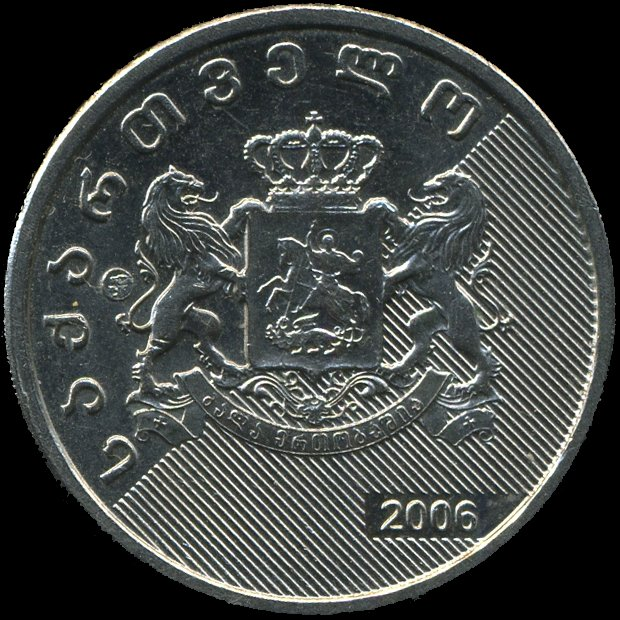
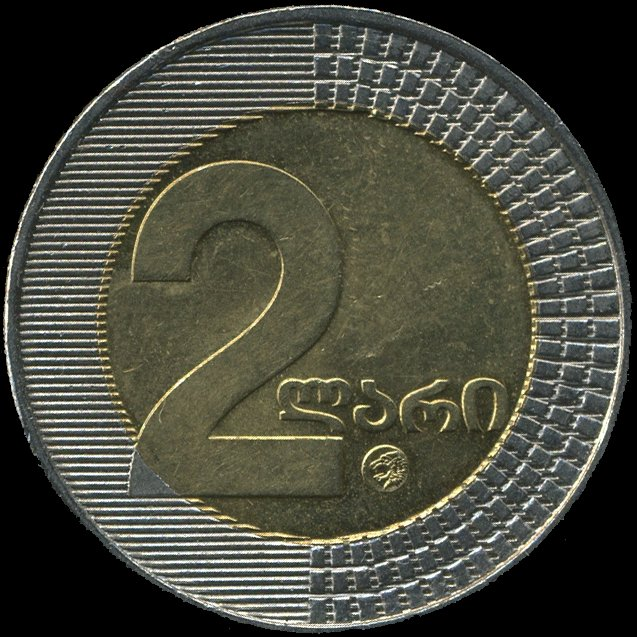
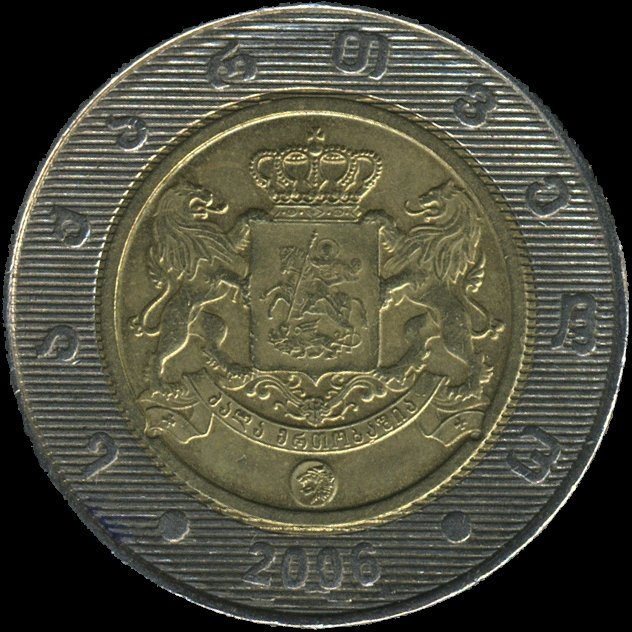
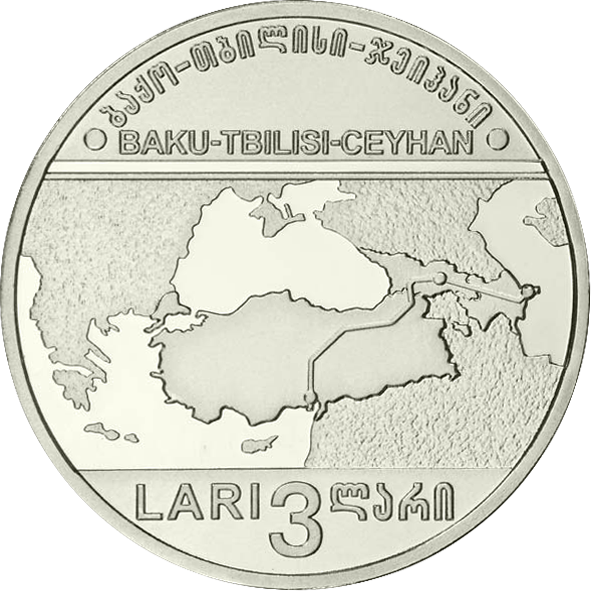
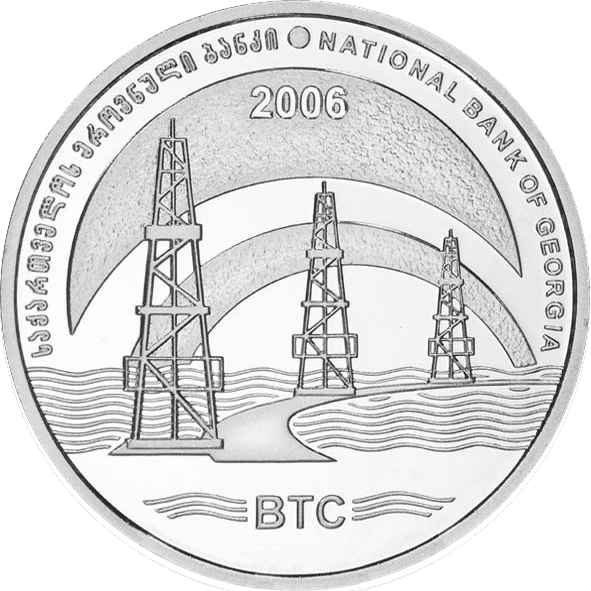

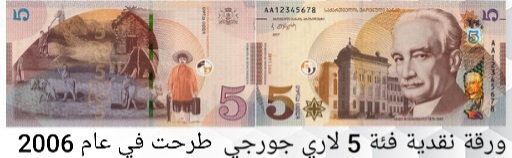

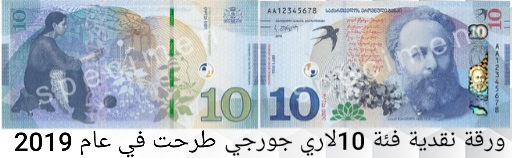

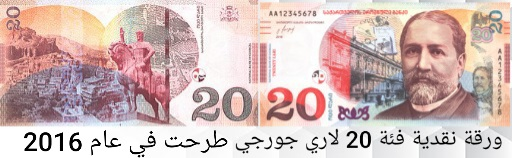

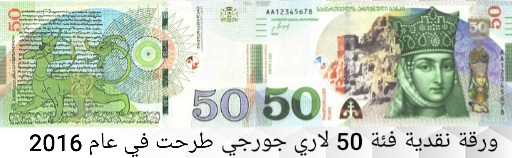

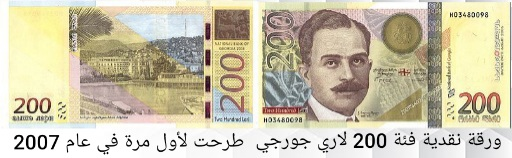

| Lari 1 الاسم المتداول: لاري جورجي بداية الإصدار :2006 الخامة: النحاس والنيكل الشكل: دائري الوزن: 7,85غرام القُطر : 26,2ملم السماكة: 1,95 التركيب: Copper 25% Zinc 75% الوصف: الوجه Lari 1 (Flying horse with royal crown) الخلف Republic of Georgia تاريخ الإصدار 2006 | Lari 2 الاسم المتداول: لاري جورجي بداية الإصدار :2006 الخامة: النحاس والنيكل مغطى بلون ذهبي بشكل دائري من الوسط الشكل: دائري الوزن: 8,06غرام القُطر : 27ملم السماكة: 2,05 التركيب: Copper 25% Zinc 75% الوصف: الوجه Lari 2(Flying horse with royal crown) الخلف Republic of Georgia تاريخ الإصدار 2006 | Lari 3 (ملغي حاليا) الاسم المتداول: لاري جورجي بداية الإصدار :2006 الخامة: فضة الشكل : دائري الوزن : 28,28غرام القُطر : 38,61ملم التركيب: Silver الوصف : الوجه Lari 3(خارطة العالم) الخلف أبراج BTC |

#### الفئات الورقية
تنقسم فئات الاري الجورجي الورقية إلى 6 فئات وهي (5 لاري _ 10 لاري _ 20 لاري _ 50 لاري _ 100 لاري _ في أبريل من عام 2007  تم طرح ورقة نقدية جديدة ولأول مرة بفئة 200 لاري، ومرسوم عليها من الأمام صورة بطل قومي جورجي (كاكوتسا تشولوكاشفيلي) ومن الخلف منظر عام لمدينة سوخومي)
| Lari 5 الصورة على الورقة إيفان جافاخيشفيلي الحجم : 62×122 الإصدار الجديد : 2017 | Lari 10 الصورة على الورقة أكاكي تسيريتلي الحجم : 64×127 الإصدار: 2019 | Lari 20 الصورة على الورقة إليا تشافتشافادزه الحجم : 66×132 الإصدار : 2016 | Lari 50 الصورة على الورقة الملكة تمارا الحجم : 68×137 الإصدار 2016 | Lari 100 الصورة على الورقة شوتا روستافيلي الحجم : 70×142 الإصدار : 2016 | Lari 200 الصورة على الورقة كاكوتسا تشولوكاشفيلي الحجم : 72×142 الإصدار 2007 |
| ------------------------------------------------------------------------------- | --------------------------------------------------------------------- | ------------------------------------------------------------------------- | ------------------------------------------------------------------ | ----------------------------------------------------------------------- | --------------------------------------------------------------------------- |

### الإصدارات الخاصة[5]
في أغلب المناسبات الرسمية يتم إصدار فئات معدنية ترمز لهذه المناسبة (ويتم التعامل بها فقط في وقت المناسبة ، ولا يتم التعامل بها بشكل رسمي، إنما تخليداً لتلك المناسبة أو الذكرى) منها

#### الكتاب جورجي[5]
في عام 2018، كانت جورجيا ضيف الشرف في معرض فرانكفورت الدولي للكتاب.  للاحتفال بهذا الحدث ، أصدر بنك جورجيا الوطني عملة فضية من فئة 5 لاري - «الكتاب الجورجي».  مؤلف تصميم العملة هو إيراكلي باجافا.  تم سك العملة في دار سك العملة الليتوانية. 

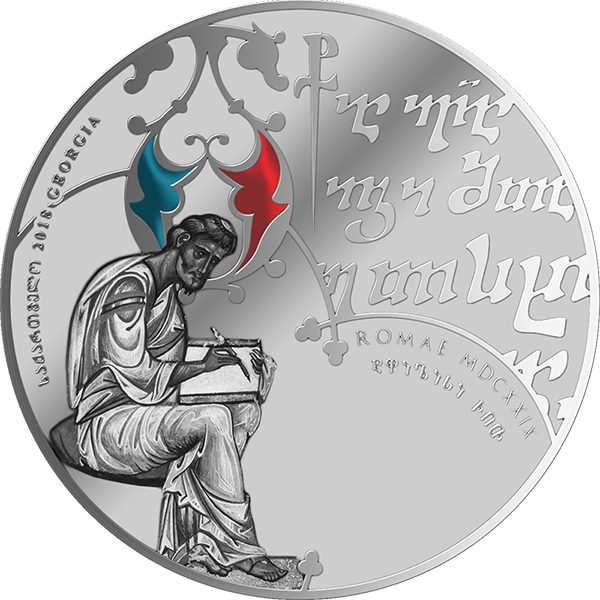
إصدار خاص بمناسبة معرض فرانكفورت الدولي للكتاب عام 2018

#### جمهورية جورجيا الديمقراطية
في عام 2018، أصدر البنك الوطني لجورجيا عملة فضية من فئة 10 لاري بمناسبة الذكرى المئوية لتأسيس جمهورية جورجيا الديمقراطية الأولى.  مؤلف تصميم العملة المعدنية هو Mamuka Gongadze.  تم سك العملة المعدنية في دار سك العملة الملكية الإسبانية

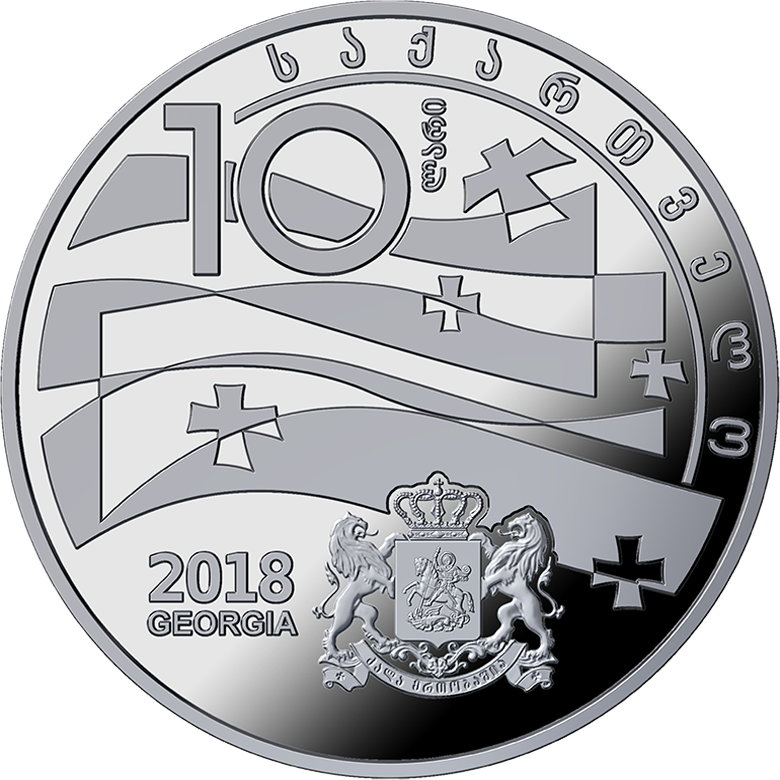
إصدار خاص عام 2018 بمناسبة الذكرى المئوية لتأسيس جمهورية جورجيا

#### جامعة ولاية تبليسي إيفان جافاخيشفيلي[21]
في عام 2018، أصدر البنك الوطني لجورجيا عملة من فئة 5 لاري بمناسبة الاحتفال بالذكرى المئوية لتأسيس جامعة ولاية إيفان جافاخيشفيلي تبليسي . مؤلف تصميم العملة المعدنية هو Nino Gongadze.[بحاجة لمصدر]  تم سك العملة المعدنية في دار سك العملة الملكية الإسبانية

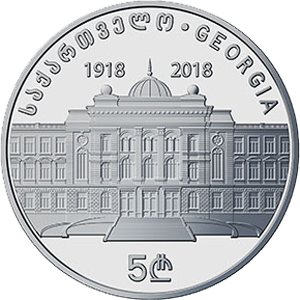
صدار خاص بمناسبة الاحتفال بالذكرى المئوية لتأسيس جامعة جورجيا عام 2018

#### الكرمة الجورجية[22]
في عام 2017، أصدر البنك الوطني لجورجيا عملة مجموعة من فئة 5 لاري حول موضوع الكروم الجورجي (  تشتهر الدولة الجورجية بتصدير افخم أنواع المشروبات المصنوع من العنب

) مؤلف تصميم العملة المعدنية هو Nino Gongadze تم سك العملة في اليابان.

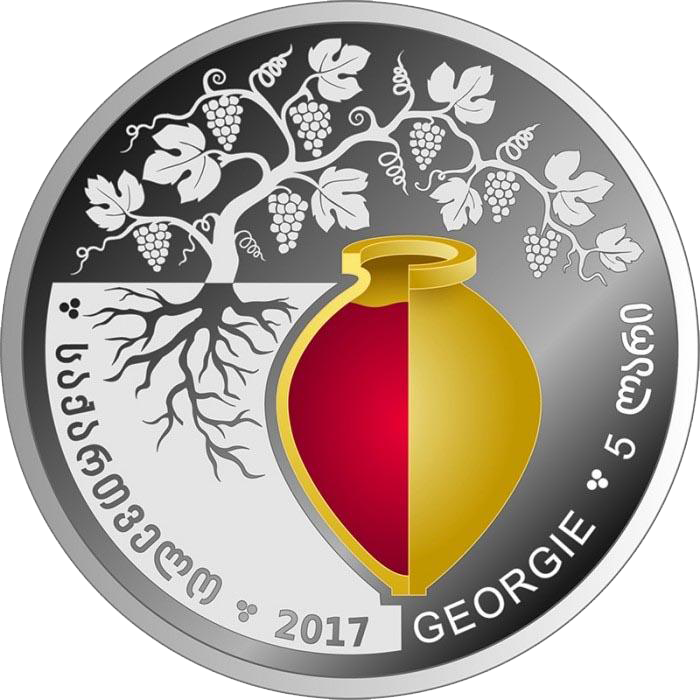
إصدار خاص بمناسبة الاحتفال بالكروم الجورجي عام 2017

#### يوبيل ال لاري[5]
في عام 2015، أصدر البنك الوطني لجورجيا عملة فضية قابلة للتحصيل بمناسبة الذكرى العشرين لـ GEL.  مؤلف تصميم العملة هو Bacha Malazonia.  تم سك العملة في بولندا

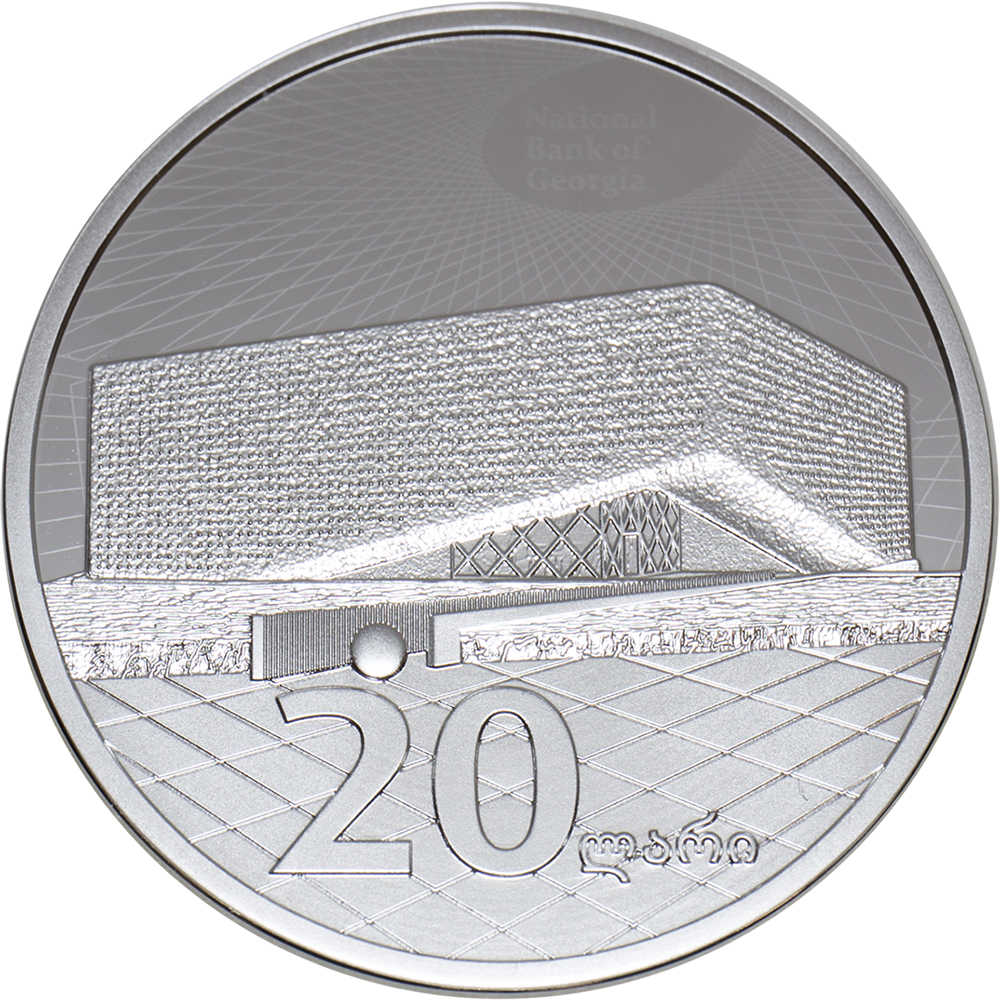
إصدار خاص بمناسبة العام العشرين لإصدار عملة اللاري الجورجية ، أصدرت في عام 2015

### العملة الذهبية[24]
تم إصدار عملة ذهبية بنسبة 999.9% من الذهب بأوزان
(1,1 %أوقية _10 Gold)
(1,2 %أوقية _ 25 Gold)
(1,4 %أوقية _ 50 Gold)
(5 %أوقية _ 50 Gold)
(10 %أوقية _ 100 Gold)
(300 % Gold)
(1000 % Gold)
- ملف:Gold_10_lari.jpg
- ملف:Gold_25_lari.jpg
- ملف:Gold_50_lari.jpg
- ملف:Gold_100_lari.jpg
- ملف:Gold_300_lari.jpg
- ملف:Gold_1000_lari.jpg

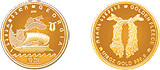
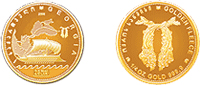
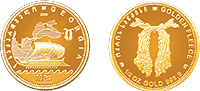
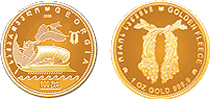
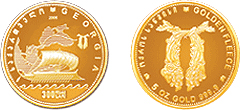
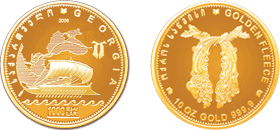

بشكل دوري وحسب الطلب عليها ، يتم التعامل بها (بيع وشراء) بشكل رسمي بالبلاد،  يُحدد بنك جورجيا الوطني سعر بيع العملات الذهبية يوميا بعد ظُهر يوم التداول السابق في سوق المعادن الثمينة في لندن بالدولار الأمريكي والذهب من قِبل بنك جورجيا الوطني وعلى حسب سعر صرف الدولار الأمريكي.

### مواضيع ذات صلة
- بنك جورجيا الوطني